# 黃棕硬皮鰕虎
黃棕硬皮鰕虎（学名：Callogobius flavobrunneus）为鰕虎科美鰕虎魚屬下的一个种。